# Autobus Atac SPA C-9000
Gli autobus SPA C-9000 della rete di Roma sono stati un gruppo mai esattamente quantificato di veicoli autobus adibiti al servizio urbano della città.

## Storia
Dopo gli esperimenti della SRTO, che cessano nel 1910, varia documentazione d'archivio attesta che l'esercizio di linee autobus urbane a Roma viene proseguito, forse dall'Ufficio Tecnologico del comune. Di questo esercizio non si sa nulla, salvo che nel 1914 sono attivi quattro autoservizi. La riprova è in un preliminare dello stesso anno che il comune di Roma sottoscrive coi signori John Duncan Carmichael e Thomas Phile, due imprenditori inglesi che avrebbero dovuto esercitare in regime di appalto una rete di dodici linee autobus, quattro delle quali - precisa il documento - sono in esercizio alla data di stipula del compromesso, e quindi al 1 luglio 1914. Dato che da fonte SRTO si sa che i veicoli sperimentali sono stati restituiti, e che un ulteriore documento attesta che la totale sospensione del servizio avviene nel 1916, a causa dello stato di guerra, si può ipotizzare che a circolare siano stati gli SPA modello C9000, la cui produzione risulta avviata nel 1909. Posto che è dubbio si potrà mai risolvere il mistero, a lasciarlo credere è un'immagine di piazza Venezia, nella quale è ripresa una di queste vetture con due vedute, una che mostra l'altare della patria con delle impalcature, l'altra che mette bene in evidenza il simbolo del comune sulle fiancate. La presenza di impalcature lascia intendere che le due foto siano state scattate a lavori ancora in corso, prima dell'inaugurazione del monumento (avvenuta nel 1911), e ciò darebbe ragione di credere che almeno una parte di queste vetture fosse già in circolazione nel 1910, lo stesso anno in cui nella documentazione ufficiale SRTO (almeno quella di cui si dispone), scompaiono gli autobus sperimentali.

## Tecnica

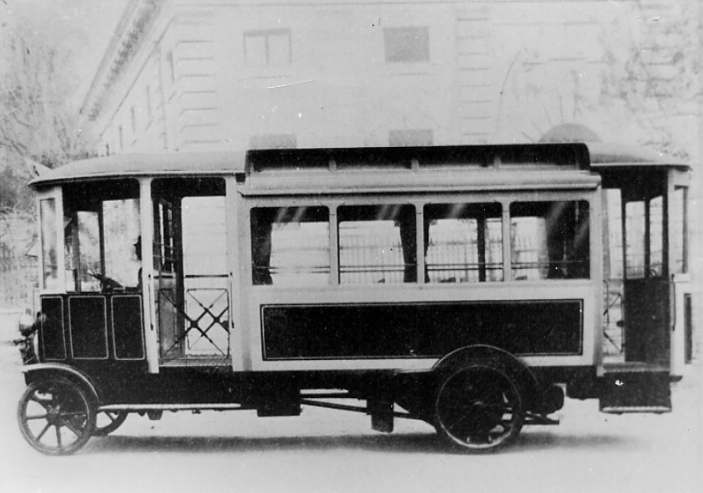
Vista laterale di un C-9000.

Come nei veicoli della SRTO i C-9000 sono costruiti sul normale telaio per gli autocarri dove, al posto del cassone, viene "poggiata" una cassa in legno destinata ai viaggiatori di evidente discendenza tranviaria, con panche longitudinali e accessi su entrambi i lati, chiusi da cancelletti. Nulla di sa dei motori e dell'apparato frenante.

## Vicende

### I tempi di arrivo
La storia di queste vetture è densa di lacune, essenzialmente dovute alla contradditorietà dei pur pochi dati disponibili. Se non è accertata la loro presenza a Roma negli anni '10 si sa per certo che dopo la prima guerra mondiale, in vista della ricostituzione di una rete automobilistica, il comune di Roma bandisce una gara per l'acquisto di sei vetture, vinta dalla SPA per gli chassis e dalla Macchi per le carrozzerie. Dodici vetture analoghe sono acquistate in periodo non accertato del 1920, anno in cui sono attive due autorimesse: una al Circo Massimo, dove si trovano le sei vetture del 1919, e una in locali presi in affitto dall'Istituto Nazionale di educazione fisica, nella zona dei Parioli. In gestione comunale sono verniciati in giallo e rosso. Nel 1924, quando la rete viene data in appalto alla Società Anonima Trasporti Ugolini - T.U. i veicoli sarebbero in totale 48, 29 dei quali, riverniciati esternamente in bianco, passano in comodato al nuovo esercente che, da parte sua, mette in circolazione anche numerosi autobus ad accumulatori.
Alla cessazione dell'appalto, tuttavia, le vetture SPA che passano all'azienda municipale, riverniciate in doppio-verde, sono soltanto 14.  Questa differenza si potrebbe spiegare dando per buona l'ipotesi che la Ugolini operasse non soltanto nella capitale. Questa azienda, infatti, che a Roma viene costituita con regolare atto notarile a tre giorni dall'assunzione del servizio, sembra che esercitasse autoservizi anche in altre città, in ognuna con una diversa ragione sociale; a Cesena, ad esempio, dove si ha notizia di una ditta chiamata Trasporti Romagnoli - Ugolini, che nel 1924 esercita l'autolinea Cesena città-Cesena stazione FS con una vettura autoelettrica (ma la stessa ditta esercita anche l'autolinea Pescara-Pineta, sulla quale fanno servizio cinque autoelettriche e un autobus SPA C9000). Tracce di una ditta Ugolini esistono anche a Napoli e a Bologna (sempre con nomi del tipo Trasporti Ugolini), e se si prende per buona l'ipotesi che facciano tutte riferimento agli stessi azionisti si deve ritenere che possa esserci stato un non indifferente movimento di vetture tra i vari parchi, e ciò spiegherebbe la differenza tra le vetture SPA poc'anzi notata, ed anche la notizia che vuole un gruppo di autoelettriche (quelle numerate da 169 a 171), in servizio a Roma solo per breve tempo.
Come che sia 14 vetture SPA C9000 tornano in mano all'azienda municipale. Non sono note l'esatta consistenza e la data di radiazione di questi mezzi, ma almeno tredici unità sono ancora presenti al 1º gennaio 1929 presso l'autorimessa Portuense (via Bellani), seppure non più impiegate attivamente. Non si sono trovati dati relativi alla radiazione di questi autobus, ma un ordine di servizio del 1935 (che dispone il definitivo accantonamento di due autocarri di servizio su telaio C9000, targati 4535 e 23867), dà modo di credere che siano stati accantonati entro i primi mesi del 1930 per essere trasformati (in tutto o in parte), quale veicoli di servizio.

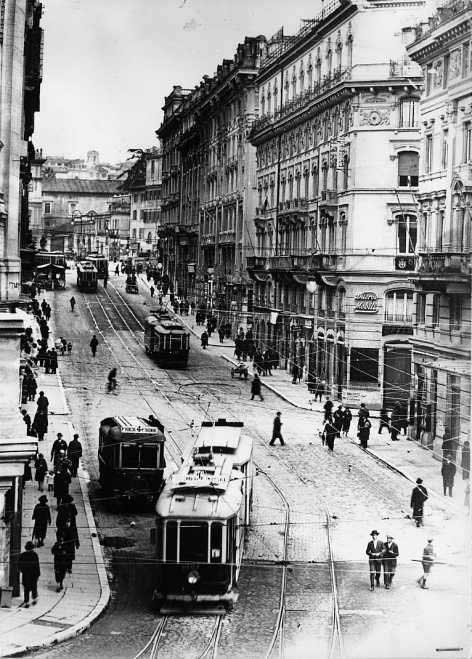
Via del Tritone intorno alla metà degli anni '20.

A complicare ulteriormente il ragionamento relativo agli SPA è anche l'immagine qui a lato, nella quale si vede uno di questi autobus in via del Tritone sicuramente dopo il 1º marzo 1925 (la vettura e i tram municipali circolano a destra), ma altrettanto sicuramente prima del 19 settembre 1927 (poiché la tabella di linea reca il numero 4). La foto risale quindi, e senza ombra di dubbio, al periodo della gestione Ugolini, ciò che però contrasta con la colorazione esterna dell'autobus, che non è evidentemente quella regolamentare in bianco ghiaccio della Ugolini, visibile nelle immagini proposte poc'anzi.  Che si tratti di una vettura già utilizzata dal comune ed ancora non aggiornata nella colorazione è la spiegazione più facile, ma si può anche credere che si tratti di uno dei numerosi autobus giunti provvisoriamente a Roma durante l'esercizio privato della rete, provenienti con molta probabilità dalle altre società Ugolini contemporaneamente operanti in altre città, che in virtù della temporanea presenza nella capitale non sono aggiornati nella livrea esterna.

### Le porte di accesso
In tutte le immagini disponibili i veicoli SPA si presentano o con quattro accessi (due per lato), o con un solo accesso posteriore, sistemato a sinistra o a destra a seconda della mano in vigore per la marcia stradale (che dal 1 marzo 1925 a Roma viene modificata da sinistra a destra). Nonostante varie ipotesi ad oggi non è mai stato possibile stabilire se fossero due gruppi diversi o una modifica delle casse.

### Numerazione
La prima numerazione certa di cui si ha notizia è quella attribuita dalla Ugolini. I veicoli sono 48 e sono numerati nel centinaio 1, ricevendo i numeri 101-148. Nel 1927, riscattato il servizio autobus, l'ATAG classifica gli autobus adottando lo stesso criterio del pari/dispari adottato nel 1911 per i tram (dispari materiale motore, pari materiale rimorchiato), utilizzando i numeri da 011 in poi, ossia riutilizzando anche i numeri che, dal 101 in poi, erano già stati assegnati ai tram: non esistendo al momento rimorchi per autobus (e ad oggi sono stati solo tre), si utilizzano naturalmente i soli numeri dispari, con un enorme spreco di numeri. Introduce però due nuovi elementi:
- il numero di esercizio è fatto precedere da una lettera, che indica il tipo di alimentazione: B, benzina; D, gasolio; E, accumulatori elettrici;
- il numero del centinaio identifica il costruttore del veicolo (allora unico per telaio e motore: centinaio dispari per autobus SPA, centinaio pari per autobus Lancia.

Sulla base di questi criteri in gestione ATAG i 14 SPA C-9000 rimasti in circolazione sono numerati B.101-B.127.